# Groupe de NGC 4545
Le groupe de NGC 4545 comprend au moins cinq galaxies situées dans la constellation du Dragon. La distance moyenne entre ce groupe et la Voie lactée est d'environ 40,0 Mpc (∼130 millions d'al). 

## Membres
Le tableau ci-dessous liste les six galaxies du groupe indiquées dans l'article de A.M. Garcia paru en 1993. NGC 4512 apparait comme une galaxie différente de NGC 4521 dans l'article de Garcia, mais selon toutes les sources consultées, il s'agit de la même galaxie. Abraham Mahtessian mentionne aussi ce groupe, mais il n'y figure que trois galaxies, soit NGC 4510, NGC 4521 et NGC 4545.
| Nom                | Class.   | Type                  | α (J2000.0)   | δ (J2000.0) | Vitesse radiale (km/s) | m    | Distance (Mpc) | Diamètre (kal) |
| ------------------ | -------- | --------------------- | ------------- | ----------- | ---------------------- | ---- | -------------- | -------------- |
| NGC 4510           | E        | Elliptique            | 12h 31m 47.2s | 64° 14′ 02″ | 2732 ± 31              | 13,0 | 41,9 ± 3,0     | 67             |
| NGC 4512 =NGC 4521 | S0/a     | Lenticulaire          | 12h 32m 47.6s | 63° 56′ 21″ | 2516 ± 2               | 12,2 | 38,8 ± 2,7     | 112            |
| NGC 4545           | SB(s)cd? | Spirale barrée        | 12h 34m 34.1s | 63° 31′ 30″ | 2737 ± 2               | 12,3 | 42,0 ± 3,0     | 100            |
| UGC 7848           | SABcd    | Spirale intermédiaire | 12h 40m 57.3s | 63° 31′ 10″ | 2497 ± 2               | 14,1 | 41,9 ± 2,7     | 127            |
| UGC 7941           | Sd?      | Spirale               | 12h 46m 00.8s | 64° 34′ 10″ | 2300 ± 4               | 14,3 | 35,5 ± 2,5     | 204            |

Le site DeepskyLog permet de trouver aisément les constellations des galaxies mentionnées dans ce tableau ou si elles ne s'y trouvent pas, l'outil du site constellation permet de le faire à l'aide des coordonnées de la galaxie. Sauf indication contraire, les données proviennent du site NASA/IPAC. 